# Johann von Fries

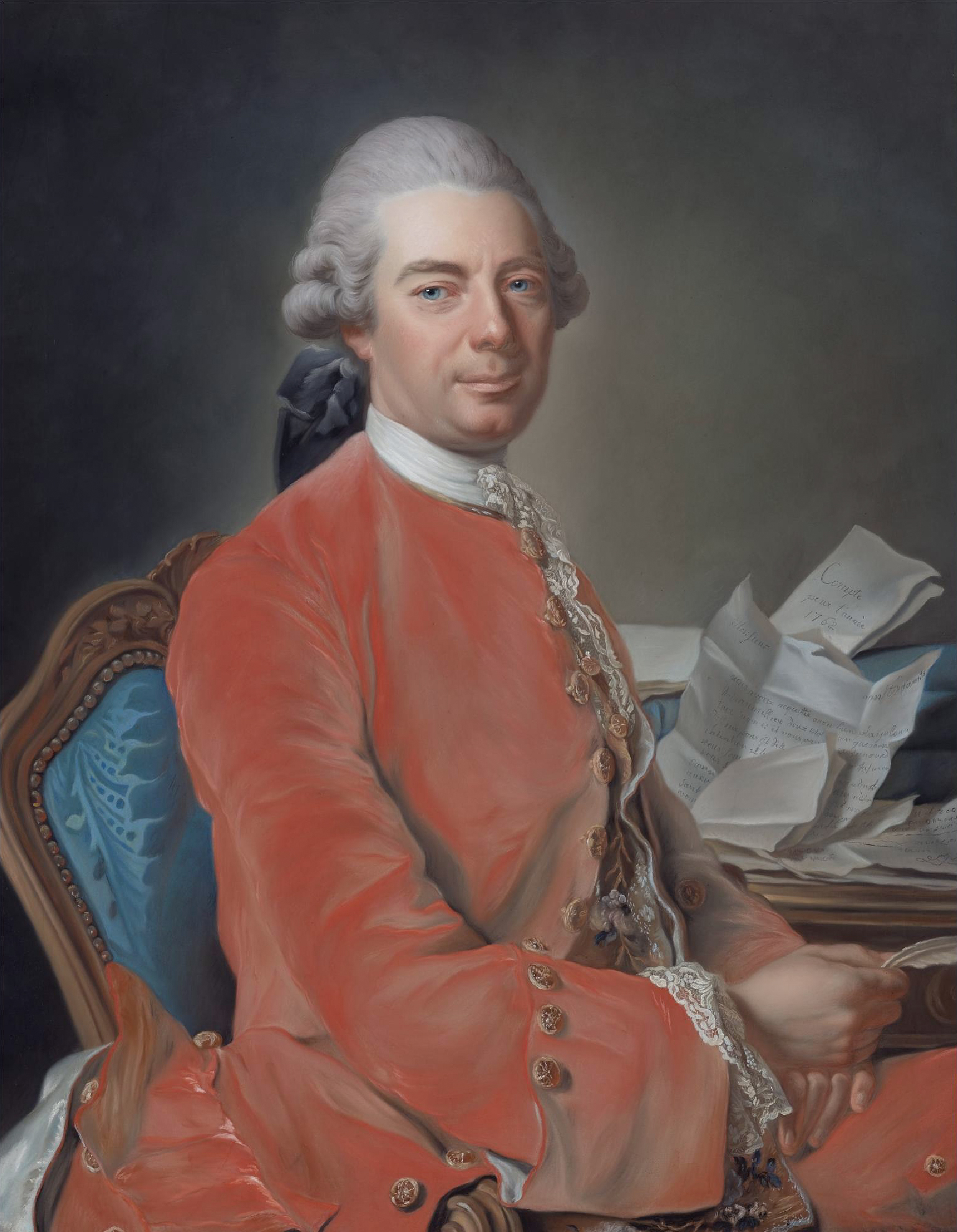
Johann Graf von Fries (Alexander Roslin)

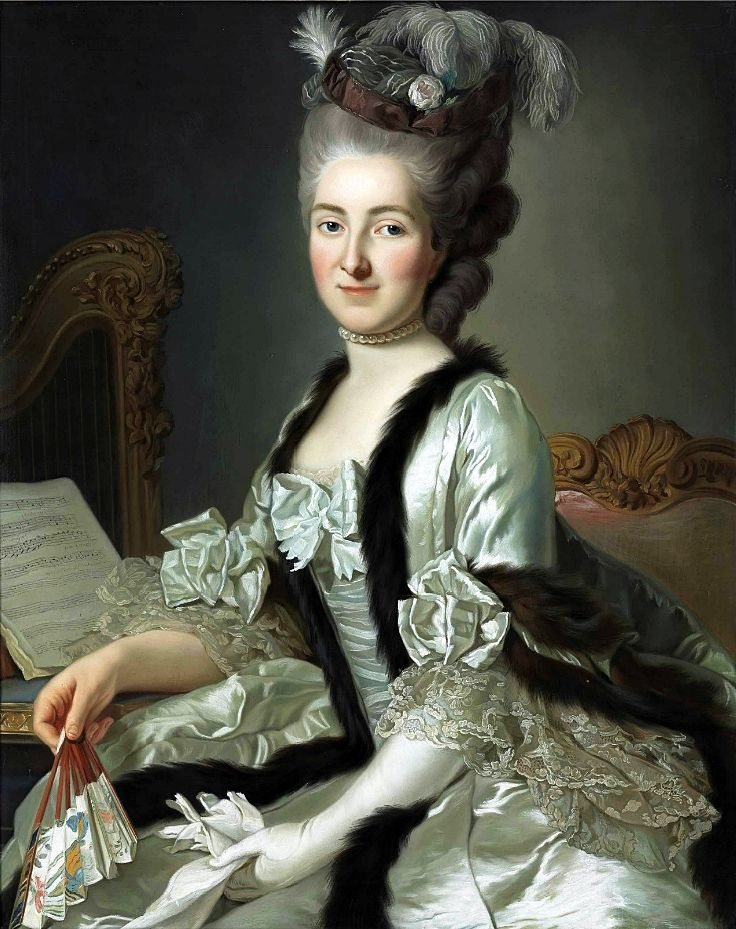
Seine Frau Anne d’Escherny

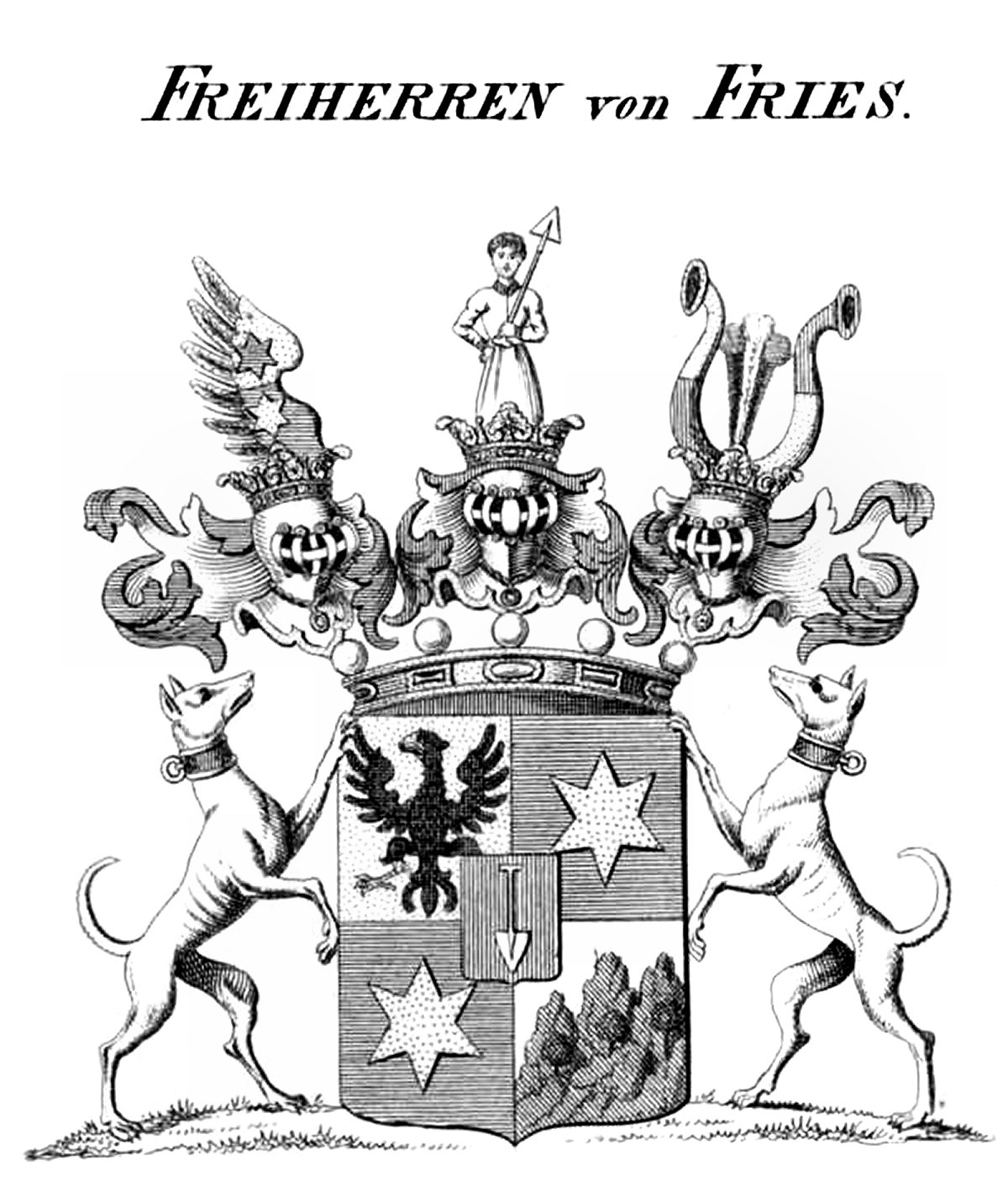
Wappen der Freiherrn von Fries, späteren Reichsgrafen von Fries

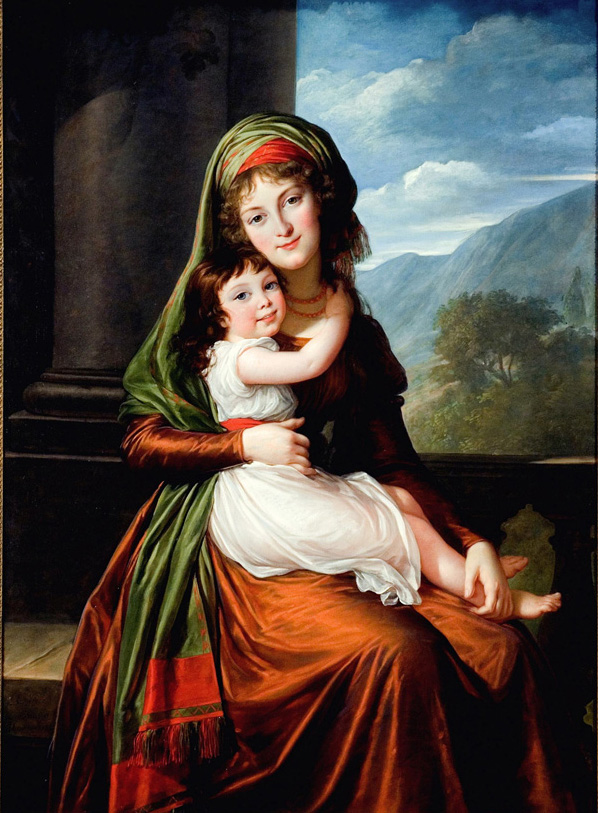
Seine Tochter Victoire Gräfin von Fries, verheiratet mit dem kursächsischen Gesandten und Minister Johann Hilmar Graf von Schönfeld

Johann von Fries ab 1757 Ritter und Edler von Fries, ab 1762 Reichsfreiherr von Fries und ab 1783 Reichsgraf von Fries (* 19. Mai 1719 in Mülhausen, Elsass; † 19. Juni 1785 in Bad Vöslau, Niederösterreich) entstammte einer Patrizier- und Bankiersfamilie seiner bis 1798 mit der Alten Eidgenossenschaft verbündeten Heimatstadt. Er war einer der bedeutendsten Bankiers und Unternehmer der Österreichischen Länder seiner Zeit. Er war Kommerzienrat, Hofrat, Direktor der kaiserlichen Seidenfabriken, Industrieller und Bankier.
Er trat in österreichische Dienste ein und übernahm dort die Verpflegung der Armeen. Im Österreichischen Erbfolgekrieg brachte er die englischen Subsidien nach Wien. Für seine Verdienste erhielt er 1751 ein Privileg zur Gründung einer Barchentfabrik in Fridau (Niederösterreich), gründete 1754 eine Seidenwarenfabrik in Oberdöbling (Wien) und eine Wollzeugfabrik in Böhmen. Er errichtete einige Musterbetriebe, so z. B. die Messingfabrik in Weißenbach an der Triesting.
Auf Anraten seines portugiesischen Agenten brachte Johann von Fries im Jahre 1772 die Blaue Portugieser Rebe  nach Bad Vöslau und begründete damit den Ruhm des Vöslauer Weines.
1752 erhielt er von Kaiserin Maria Theresa ein Privileg für die Prägung des Maria-Theresien-Talers, den er von 1752 bis 1776 produzieren ließ. Er durfte zu einem Drittel an der Seigniorage teilhaben, was bedeutete, dass er 33,3 % des Netto-Gewinnes (aus der Münzausgabe und Inverkehrbringung) behalten durfte. Er sorgte maßgeblich dafür, dass der Maria-Theresien-Taler bis in den Orient und weit nach Afrika hinein als Währung verwendet wurde. Der Maria-Theresien-Taler war bis weit ins 19. Jahrhundert gesetzliches Zahlungsmittel. Johann von Fries war einer der reichsten Männer seiner Zeit und galt bereits zu Lebzeiten als reichster Mann der Monarchie.

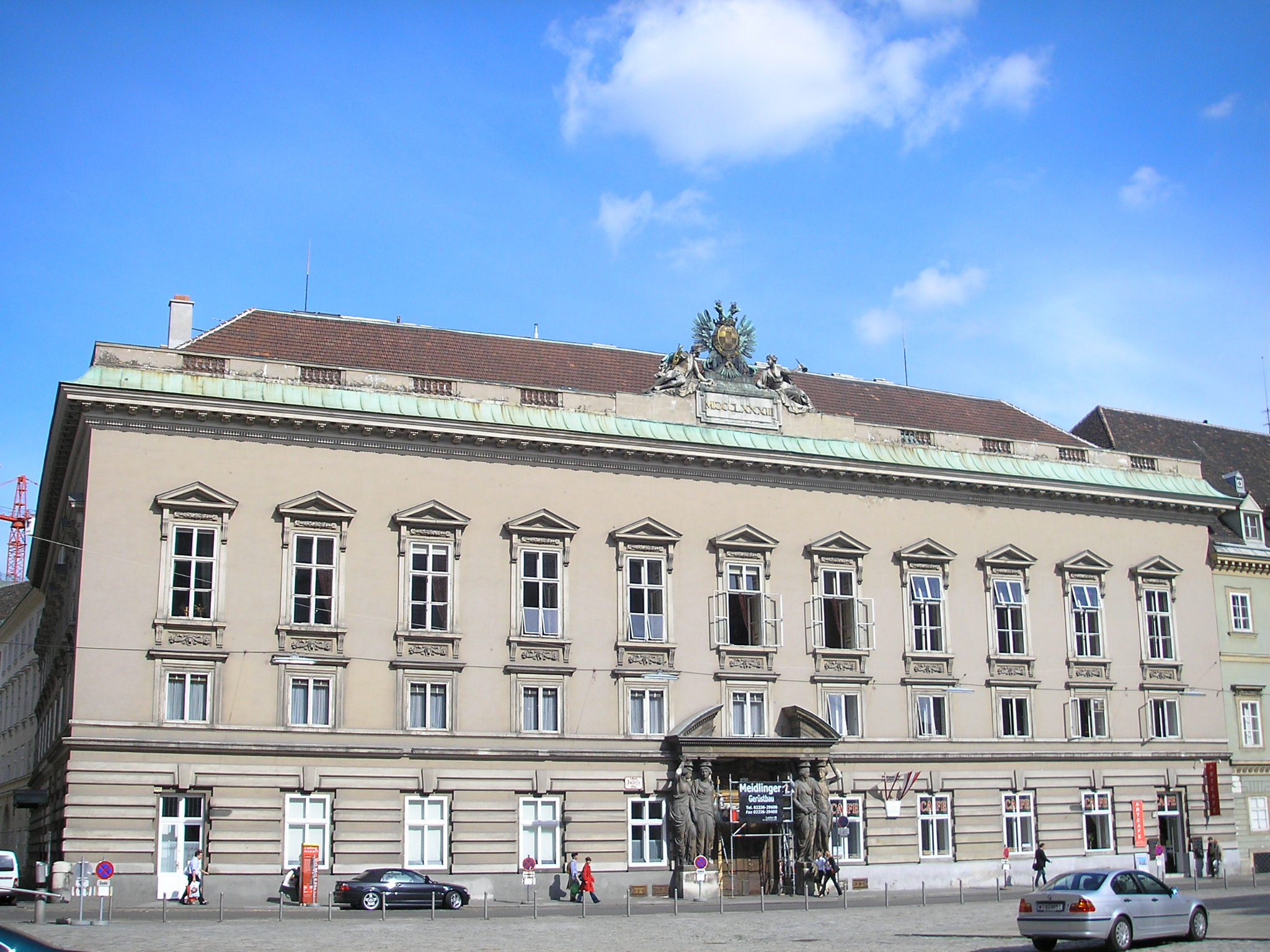
Das Palais Pallavicini am Wiener Josefsplatz

Von 1759 bis 1783 leitete er den k. k. Bergwerks-Produktenverschleiß. 1766 gründete er zusammen mit dem aus Frankfurt am Main stammenden Bankier Johann Jacob Gontard (1739–1819, 1768 geadelt) das Bankhauses Fries & Co., welches sich auf internationale Finanztransaktionen, das Anleihegeschäft, den Levantehandel und industrielle Neugründungen konzentrierte.
Fries kaufte 1761 Schloss Vöslau und ließ es durch den Hofarchitekten Johann Ferdinand Hetzendorf von Hohenberg zur bis heute erhaltenen Gestalt umbauen. Die Architektur des Schlosses mit den Plastiken bilden ein für Österreich seltenes Ensemble frühklassizistischer Kunst. Es wurde ein Park im englischen Stil mit Statuen, Nischen und künstlichen Grotten angelegt.
Johann von Fries ließ sich 1783/84 in Wien am Josefsplatz von Johann Ferdinand Hetzendorf von Hohenberg das Palais Pallavicini erbauen. Das Palais wurde auf dem Gelände des 1782 aufgehobenen Königinklosters errichtet und rief seinerzeit wegen seiner schlichten Fassade Verwunderung hervor.
Obwohl er Protestant war, wurde er nobilitiert: 1762 wurde er in den Freiherrnstand, 1782 in den Grafenstand erhoben. Sein Sohn Moritz Reichsgraf von Fries war ebenfalls Bankier sowie Mäzen und Kunstsammler, welcher mit  Maria Theresia Prinzessin Hohenlohe-Waldenburg-Schillingfürst verheiratet war. Seine Tochter Ursula Viktoria Gräfin von Fries heiratete am 18. Juli 1788 den langjährigen sächsischen Minister und Gesandten Johann Hilmar Adolph Graf von Schönfeld. Die zweite Tochter, Sophie Gräfin von Fries vermählte sich 1794 in der Wiener Augustiner-Kirche mit Heinrich Wilhelm Grafen von Haugwitz.